# Farimaké
Farimaké is een gemeente (commune) in de regio Mopti in Mali. De gemeente telt 12.000 inwoners (2009).